# Бельнёв
Бельнёв (фр. Belleneuve) — коммуна во Франции, находится в регионе Бургундия. Департамент коммуны — Кот-д’Ор. Входит в состав кантона Мирбо-сюр-Без. Округ коммуны — Дижон.
Код INSEE коммуны — 21060.

## Население
Население коммуны на 2010 год составляло 1556 человек.
| 1962 | 1968 | 1975 | 1982 | 1990 | 1999 | 2010 |
| ---- | ---- | ---- | ---- | ---- | ---- | ---- |
| 181  | 243  | 845  | 1501 | 1398 | 1398 | 1556 |

## Экономика
В 2010 году среди 934 человек трудоспособного возраста (15—64 лет) 685 были экономически активными, 249 — неактивными (показатель активности — 73,3 %, в 1999 году было 72,4 %). Из 685 активных жителей работали 652 человека (334 мужчины и 318 женщин), безработных было 33 (20 мужчин и 13 женщин). Среди 249 неактивных 76 человек были учениками или студентами, 141 — пенсионерами, 32 были неактивными по другим причинам.